# Almerisa
Almerisa – seria fotografii autorstwa holenderskiej fotograficzki Rineke Dijkstry. Na serię składa się 11 wykonywanych regularnie fotografii bośniackiej dziewczyny mieszkającej w holenderskim ośrodku dla uchodźców, pokazujące jak bohaterka zmieniała się na przestrzeni lat. Seria powstawała w latach 1994–2008. 
Seria została zapoczątkowana 14 marca 1994 roku, kiedy to Dijkstra odwiedziła ośrodek dla uchodźców w Lejdzie, aby sfotografować mieszkające tam dzieci. Almerisa, sześcioletnia córka bośniackich uchodźców, którzy dwa tygodnie wcześniej przybyli do Holandii po półrocznej wędrówce po Europie, zaczepiła fotograficzkę gdy ta robiła zdjęcia innemu dziecku. Almerisa płacząc, wyznała, że również chciałaby zostać sfotografowana. Dijkstra poprosiła więc ją o założenie odświętnej sukienki i spełniła prośbę Almerisy. Od tego czasu artystka fotografowała dziewczynę regularnie, co rok lub dwa, dokumentując jej dorastanie oraz stopniową asymilację w Holandii. 
Na wszystkich zdjęciach Almerisa siedzi na krześle, wszystkie też są wykonane we wnętrzach. Widać jak w miarę upływu czasu dziewczynka rośnie i dojrzewa jako kobieta. Na pierwszym zdjęciu serii jest dzieckiem, które siedząc na krześle nie dotyka stopami podłogi (dopiero na trzecim stopy Almerisy całkowicie stykają się z ziemią, co według autorki ma symbolizować aklimatyzację w nowym kraju), na ostatnim jest młodą kobietą, trzymającą na rękach własne dziecko. Zmiany stroju symbolizują jej stopniowe przystosowanie do życia w zachodniej Europie.
Wszystkie zdjęcia serii znajdują się w kolekcji Museum of Modern Art w Nowym Jorku.